# Julia Sebastián
Julia Sebastián (Santa Fe, 23 de noviembre de 1993) es una nadadora argentina.

## Carrera deportiva
Ganó una medalla de oro y una de plata en los Juegos Suramericanos de 2014. Su especialidad es estilo pecho, donde obtuvo los récords sudamericanos en 200 metros, pileta corta y larga. Además, posee los récords argentinos de 100 metros libres y combinados.
Clasificó a los Juegos Olímpicos de Río de Janeiro 2016 luego de obtener la mejor marca B y recibir una invitación de la Federación Internacional de Natación.
En los Juegos Panamericanos de 2019, obtuvo la medalla de plata en 100 metros pecho y dos de bronce en 200 metros pecho y 4 x 100 relevos mixto, respectivamente. Además, logró la clasificación a los Juegos Olímpicos de Tokio 2020 tras conseguir la marca A en 100 metros pecho con récord sudamericano.
En septiembre de 2020, Julia fue convocada para competir en el equipo Los Angeles Current de la Liga Internacional de Natación (ISL). Ese mismo año, recibió el Diploma al Mérito de los Premios Konex como una de los 5 mejores nadadores de la última década en Argentina.
En Juegos Olímpicos de Tokio 2020 participó en los 10O metros estilo pecho, terminando séptima en la serie tres con un tiempo 1:09.35 ubicándose en el puesto 31° de la tabla general, también participó en los 200 metros estilo pecho terminando séptima en la serie cinco con un tiempo de 2m29s55 ubicándose en el puesto 29° de la tabla general. No pudo pasar a semifinales en ninguna de las dos pruebas.